# Craig Mottram
Craig Mottram (né le 18 juin 1980 à Frankston) est un athlète australien, évoluant en course de demi-fond et de fond. Il mesure 1,88 m pour 71 kg. Son entraîneur est Nic Bideau et son club est le Deakin AC. Il habite à Melbourne et représente l'État de Victoria.

## Palmarès

### Championnats du monde d'athlétisme
- Championnats du monde de 2005 à Helsinki ( Finlande)
  -  Médaille de bronze sur 5 000 m
- Championnats du monde d'athlétisme de 2007 à Osaka ( Japon)
  - 13e sur 5 000 m

### Jeux du Commonwealth
- Jeux du Commonwealth de 2002 à Manchester ( Angleterre)
  - 6e sur 1 500 m
- Jeux du Commonwealth de 2006 à Melbourne ( Australie)
  - 9e sur 1 500 m
  -  Médaille d'argent sur 5 000 m

### En salle

#### Championnats du monde d'athlétisme en salle
- Championnats du monde d'athlétisme en salle de 2008 à Valence ( Espagne)
  - 5e sur 3 000 m

### Records personnels
- 1500 mètres 3 min 33 s 97
- un mile 3 min 48 s 98 (record d'Océanie)
- 2000 mètres 4 min 50 s 76 (record d'Océanie)
- 3000 mètres 7 min 32 s 19 (record d'Océanie)
- 2 miles 8 min 11 s 27 (record d'Océanie)
- 5000 mètres 12 min 55 s 76 (record d'Océanie)
- 10,000 mètres 27 min 50 s 55
- 10 km (route) 27 min 54 (record d'Océanie)